# پیتسبورگ (اوهایو)
پیتسبورگ (به انگلیسی: Pitsburg) یک روستا در ایالات متحده آمریکا است که در شهرستان دارک، اوهایو واقع شده‌است. پیتسبورگ ۰٫۴۹ کیلومتر مربع مساحت و ۳۸۸ نفر جمعیت دارد و ۳۱۲ متر بالاتر از سطح دریا واقع شده‌است.